# وراوجن العليا (تشهاردانغة)
وراوجن العلیا (بالفارسية: وروجن علیا) هي هاملت تقع في إيران في قسم تشهاردانغة الریفي. يقدر عدد سكانها بـ 284 نسمة.